# チャチャ・クリケット

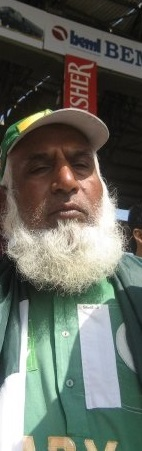
チャチャ・クリケット

チャウドリー・アブドゥル・ジャリール（ウルドゥー語: چوہدری عبدالجلیل，英語: Chaudhry Abdul Jalil，1949年10月8日 - ）は、パキスタンで最も熱心で有名なクリケットファンの一人。パキスタンのパンジャーブ州のスィアールコート出身。本名よりもむしろ愛称のチャーチャーエ・クリケット（چاچائے کرکٹ：ウルドゥー語で「クリケットおじさん」の意）としてよく知られている。
定期的にパキスタン代表のクリケットの試合観戦に来ている。白いあごひげを蓄え、全身を緑の民族衣装サルワール・カミーズで固め、星や三日月で飾った白い帽子をかぶってパキスタンの国旗を持っているため、簡単に見つけることができる。
1980年代に彼はアラブ首長国連邦のアブダビで働いており、同国のシャルジャ・クリケット・アソシエーション・スタジアムで開催されるクリケットの試合に緑の服に白い星と三日月の装飾を付けてよく現れることで知られていた。退職後は、時間もできたためパキスタン代表チームを追いかけ世界中を回っている。知名度が高くなり、パキスタンクリケット委員会は彼を雇い、パキスタン代表と共に世界中を回るのを援助している。